# Neosisyphus infuscatus
Neosisyphus infuscatus är en skalbaggsart som beskrevs av Johann Christoph Friedrich Klug 1855. Neosisyphus infuscatus ingår i släktet Neosisyphus och familjen bladhorningar. Inga underarter finns listade i Catalogue of Life.